# 嵩秀
嵩秀（？—？），镶白旗人，是一名清朝政治人物。
嵩秀曾于嘉庆四年接替延青云任龙岩州知州一职，嘉庆五年由承炷接任。